# Curtara serrana
Curtara serrana är en insektsart som beskrevs av Delong 1980. Curtara serrana ingår i släktet Curtara och familjen dvärgstritar. Inga underarter finns listade i Catalogue of Life.